# Biruința, Constanța
Biruința este un sat în comuna Topraisar din județul Constanța, Dobrogea, România. În trecut s-a numit Küçük-Muratan. La recensământul din 2002 avea o populație de 766 locuitori. 
.
Teritoriul localității este străbătut de Pârâul Carlichioi se formează prin unirea, în satul Biruința, a Văii Topraisar cu Valea Muratanului. Pârâul are o lungime de 7 km, cu traseu fără sinuozități și un bazin hidrografic întins pe o suprafață de 90 km2. Debitul său este redus, deoarece apa provine de la infiltrațiile canalului de irigații. În sezonul cald, acest pârâu este lipsit de apă.